# رویتین
رویتین (به لاتین: Rojetín) یک منطقهٔ مسکونی در جمهوری چک است که در ناحیه برنو-تسوونتری واقع شده‌است. رویتین ۴٫۲۷ کیلومتر مربع مساحت و ۷۵ نفر جمعیت دارد و ۴۷۶ متر بالاتر از سطح دریا واقع شده‌است.